# Jack Palmer (Comic)
Jack Palmer ist eine frankobelgische Comicserie um den Detektiv Jack Palmer. Die humoristische Serie wurde 1974 von René Pétillon geschaffen.

## Inhalt
Der kleinwüchsige und knubbelnasige, stets mit Hut und Trenchcoat gekleidete Privatdetektiv Jack Palmer gerät in absurde Abenteuer, die sein Beruf mit sich bringt. Er selbst lebt bescheiden in seinem Büro, fährt Moped und ist von den Fällen oft überfordert.

## Veröffentlichung
Die Serie wurde 1974 von René Pétillon für das Magazin Pilote geschaffen. Auf Deutsch erschienen fünf Alben beim Carlsen Verlag.

## Alben
1. Pétillon, Éditions du fromage, 1976.[1]
2. Mister Palmer et Docteur Supermarketstein, Éditions du fromage, 1977 (dt.: Jack Palmer und Doktor Supermarketstein, Carlsen, 1985)
3. La Dent creuse, Éditions du fromage, 1978 (dt.: Der hohle Zahn, Carlsen, 1986)
4. Les Disparus d'Apostrophes!, Dargaud, 1982.
5. Le chanteur de Mexico, Dargaud, 1984 (dt.: Ein Rock-Star verschwindet, Carlsen, 1986)
6. Le Prince de la BD, Dargaud, 1985 (dt.: Der entführte Comic-Zeichner, Carlsen, 1987)
7. Le Pékinois, Dargaud, 1987.
8. Un détective dans le Yucca, Albin Michel, 1989. (dt.: Ein Detektiv geht auf die Palme, Carlsen, 1991)
9. Narco-dollars, Albin Michel, 1990.
10. Un privé dans la nuit, Albin Michel, 1993.
11. Le Top-model, Albin Michel, 1995.
12. L'Enquête corse, Albin Michel, 2000.
13. L'Affaire du voile, Albin Michel, 2006.
14. Enquête au paradis, Dargaud, 2009.
15. Palmer en Bretagne, Dargaud, 2013.

## Preise & Auszeichnungen
Das Album L'Enquête corse erhielt 2001 den Preis für das beste Album beim Festival International de la Bande Dessinée d’Angoulême.